# Bazylika św. Wojciecha w Mikołowie
Bazylika mniejsza pod wezwaniem świętego Wojciecha – rzymskokatolicki kościół parafialny należący do dekanatu Mikołów archidiecezji katowickiej.

## Historia i architektura
Jest to budowla wybudowana w stylu neoromańskim w latach 1843–1861, konsekrowana 25 września 1861 roku przez sufragana wrocławskiego Adriana Włodarskiego. We wnętrzu świątyni znajdują się m.in. obrazy Męki Pańskiej pędzla Jana Bochenka z 1868 roku oraz XIX-wieczne witraże z tzw. szkoły krakowskiej. Zabytkowe organy pochodzą z 1862 roku, zostały wykonane przez Johanna M.V. Hassa. Od 2008 bazylika mniejsza. W 2018 roku Metropolita Katowicki arcybiskup Wiktor Skworc ukoronował obraz Matki Boskiej Mikołowskiej.

## Galeria

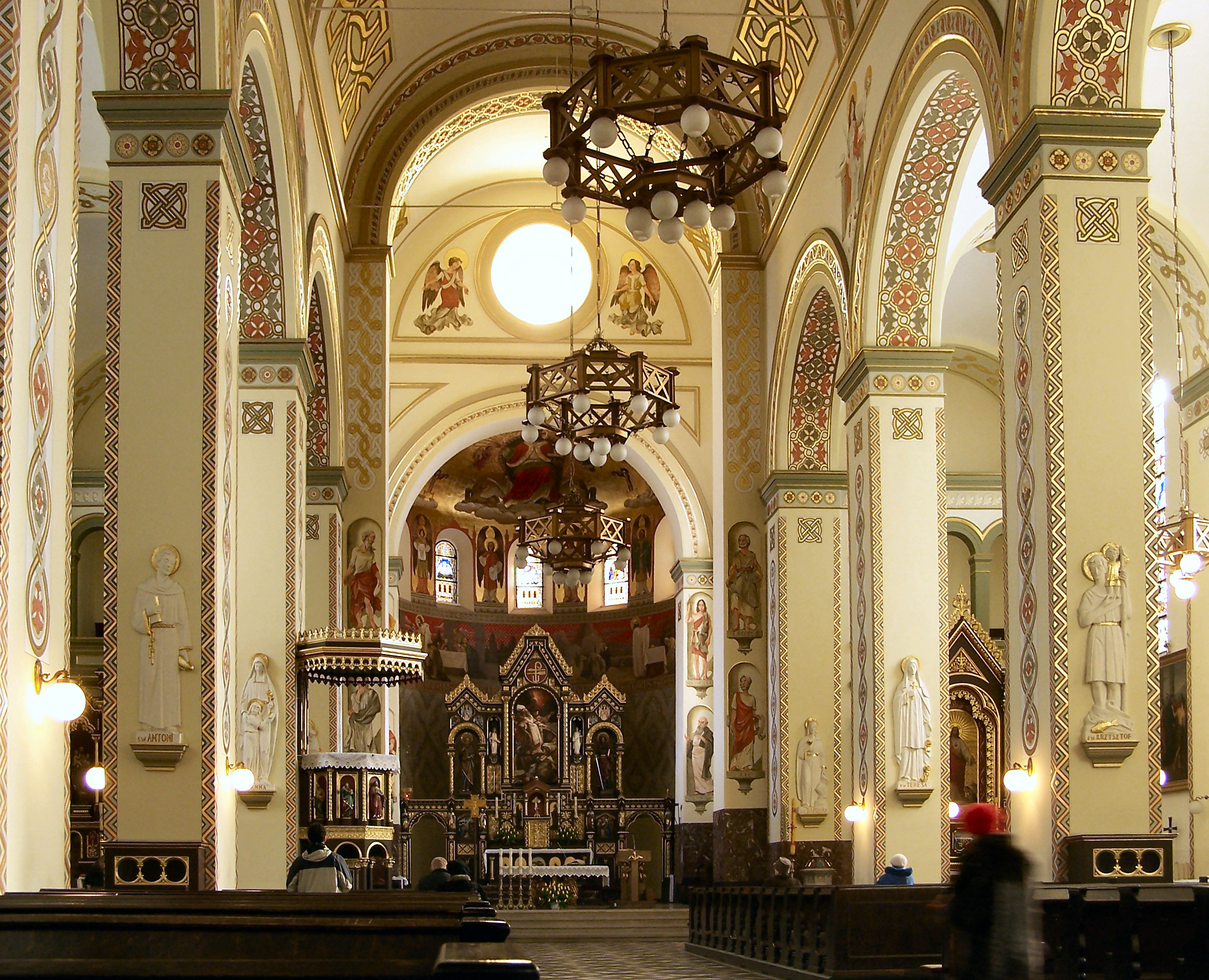
Wnętrze
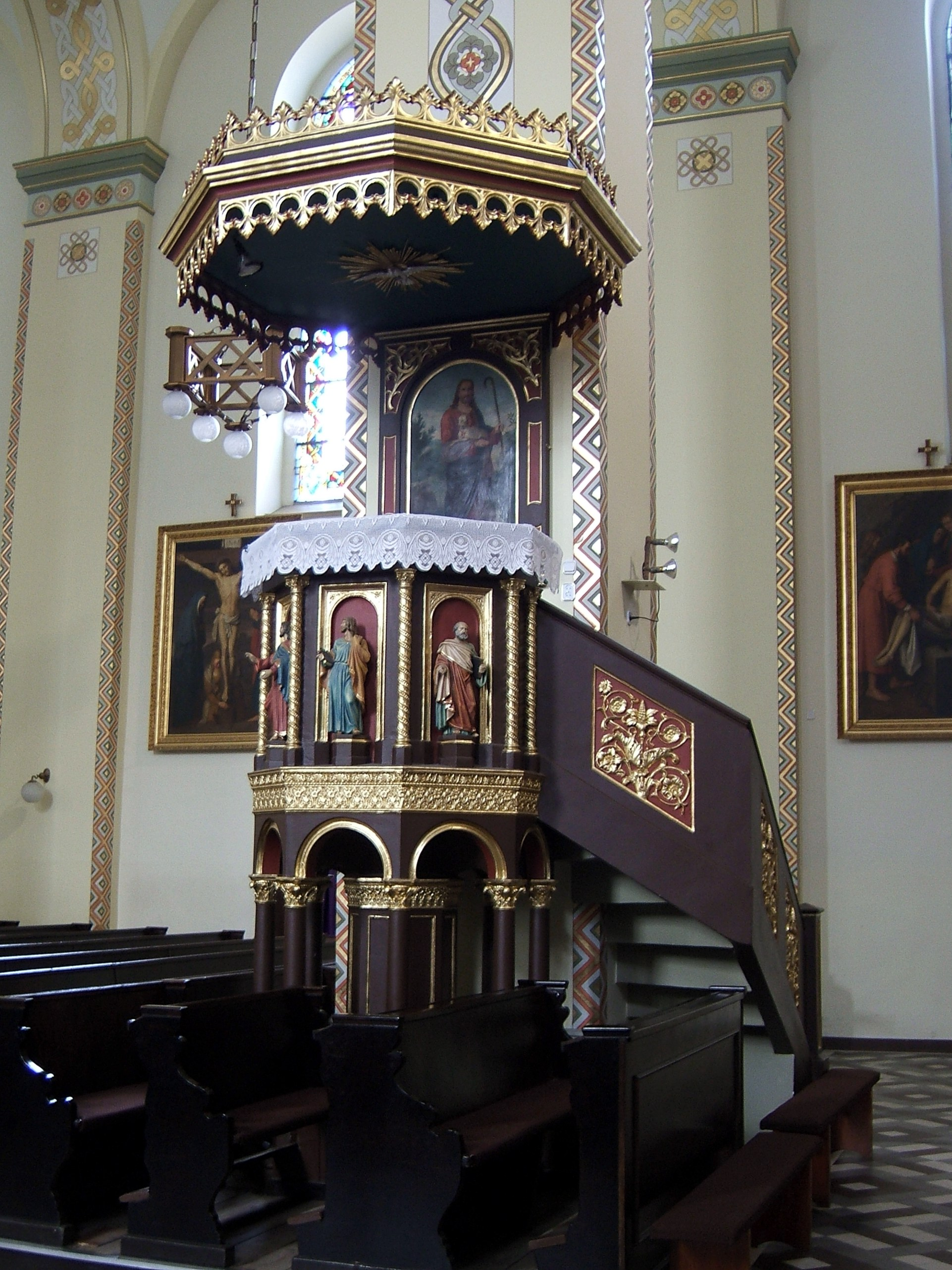
Ambona
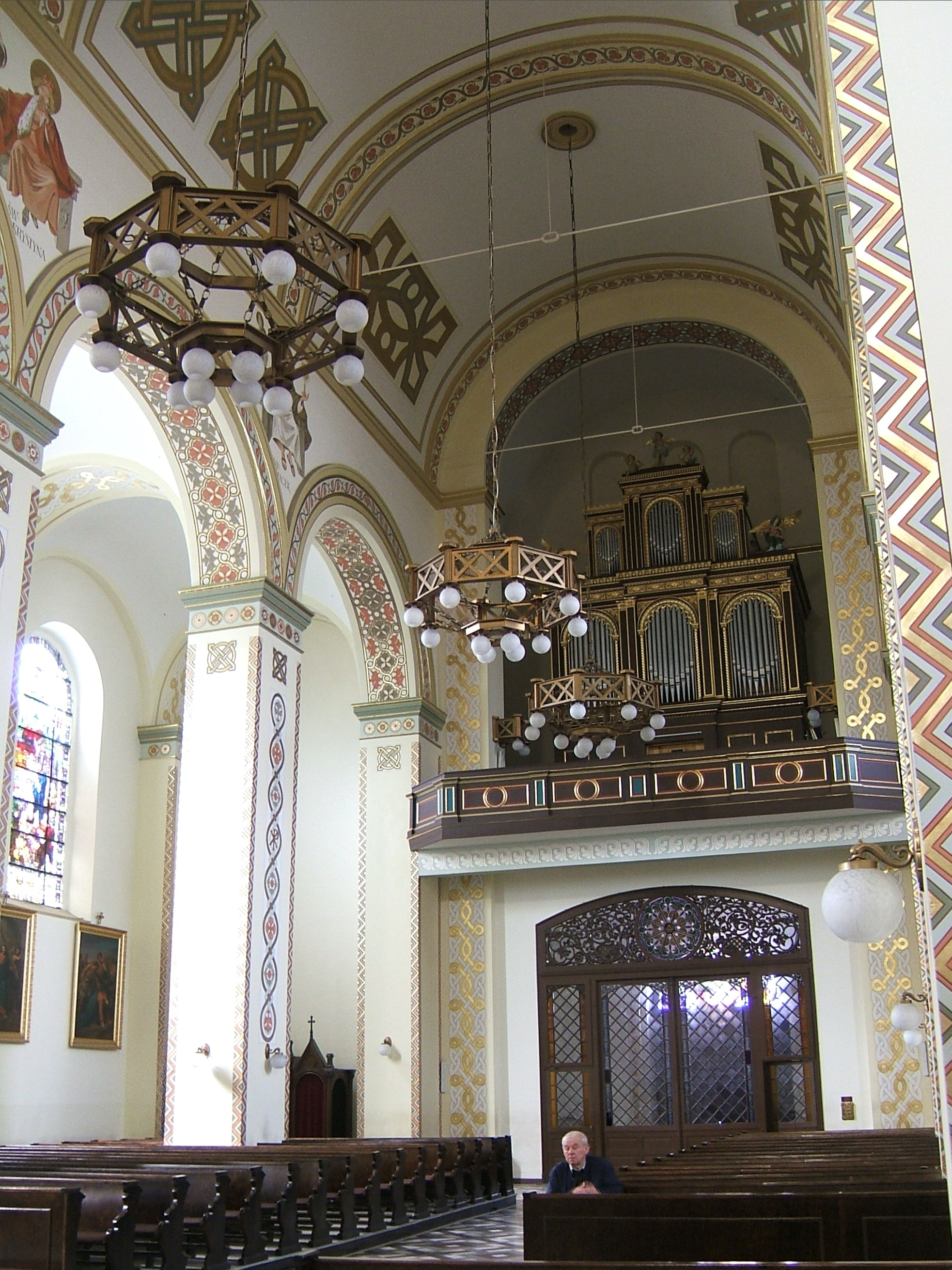
Wnętrze – widok na organy
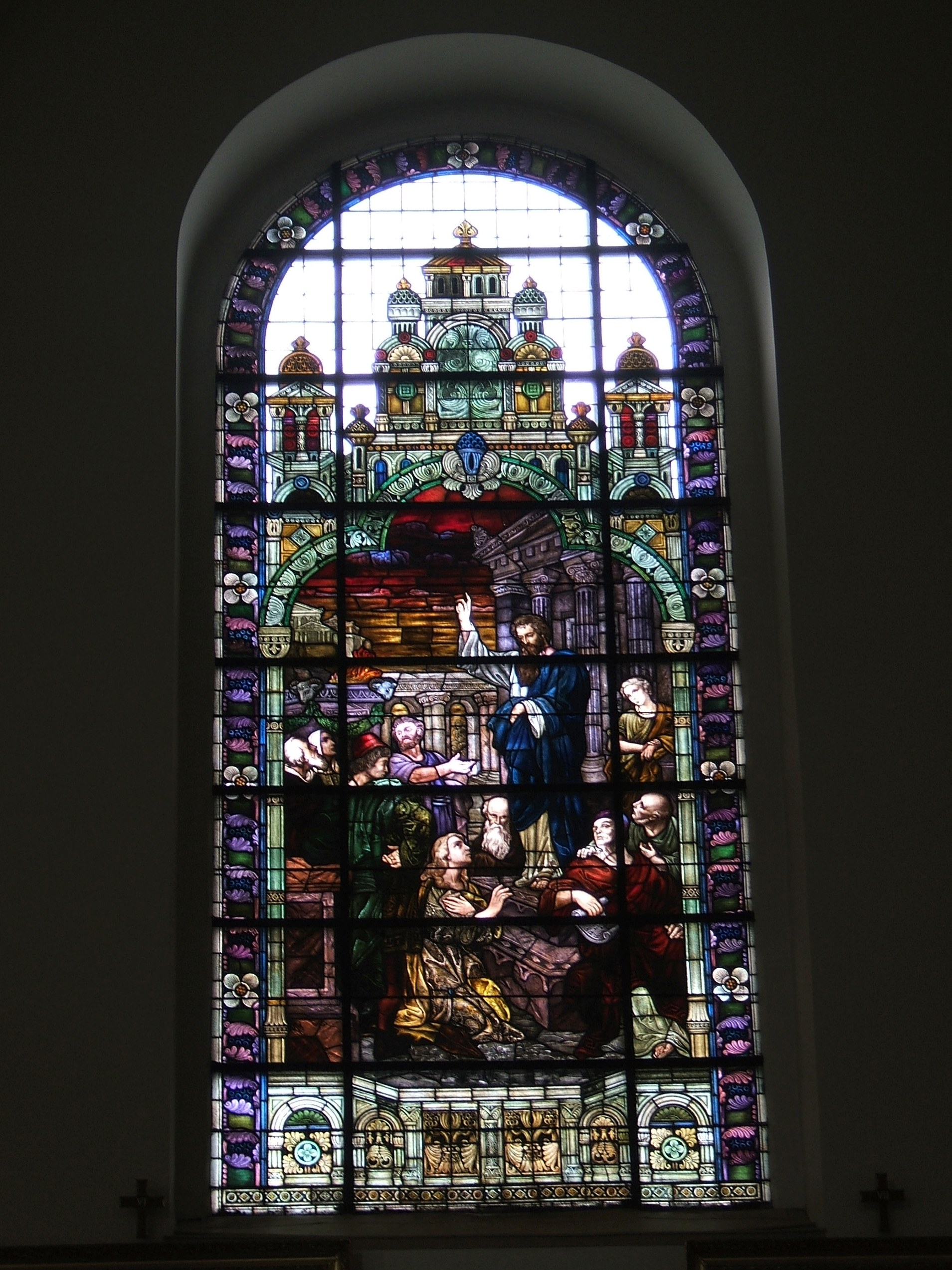
Witraż